# Пенчин (Барановицький район)
Пенчин (біл. Пянчын) — село в Білорусі, у Барановицькому районі Берестейської області. Орган місцевого самоврядування — Городищенська сільська рада (Барановицький район).

## Населення
За переписом населення Білорусі 2009 року чисельність населення села становило 28 осіб.

## Особистості

### Народилися
- Андрій Римша, український та білоруський поет-панегірист і перекладач.